# Salomo Michaelis
Salomo Heinrich Karl August Michaelis (* 13. Mai 1769 in Hameln; † 8. Juni 1844 in Tübingen) war ein deutscher Hofmeister, Hofbuchhändler, Romanist und früher Germanist.

## Leben

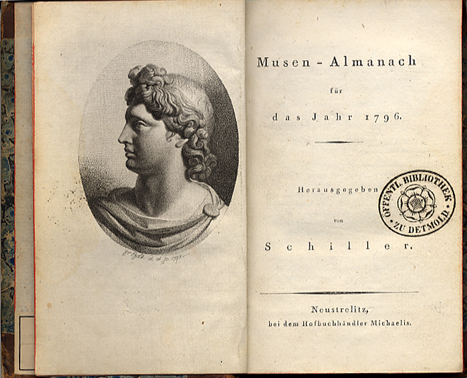
Titelblatt der ersten Ausgabe von Schillers Musen-Almanach erschienen bei Michaelis in Neustrelitz

Michaelis entstammte einer jüdischen Familie in Hameln und wuchs ab dem vierten Lebensjahr als Vollwaise bei Verwandten auf. Er studierte bei den Privatgelehrten Johann Jacob Engel in Berlin und Christian Garve in Breslau die Schönen Wissenschaften wie auch Naturwissenschaften.
Er erhielt sodann eine erste Anstellung als Hofmeister in Neustrelitz und begleitete u. a. den Prinzen Georg auf Reisen an den großelterlichen Hof von Hessen-Darmstadt. Ermuntert und finanziell gefördert von Herzog Karl zu Mecklenburg-Strelitz und insbesondere auch von Prinzessin Friederike von Mecklenburg-Strelitz wurde er dort 1795 Hofbuchhändler und erhielt so den Zugang zu den führenden Vertretern der Weimarer Klassik. Er gab ab 1796 den ersten Band des Musenalmanachs von Friedrich Schiller heraus. Um die Gründe der Einstellung seiner Tätigkeit in Neustrelitz 1798 rankten sich viele Gerüchte, nach den Akten des dortigen Hauptarchivs wurde er, nachdem er auch in finanzieller Hinsicht gegen den Rat des Geheimratspräsidenten Otto Ulrich von Dewitz die Gunst des Herzoghauses genossen hatte, wegen betrügerischen Bankrotts zu einer kürzeren Haftstrafe verurteilt und nach deren Verbüßung des Landes verwiesen.
Von 1799 bis 1807 war Michaelis jedenfalls in Frankreich und vervollkommnete in Paris als Mitarbeiter der Zeitschrift Décade philosophique, die später den Titel Revue annahm und 1807 mit dem Mercure de France vereinigt wurde, seine Kenntnisse der französischen Sprache und Literatur. 1805 wurde er in Frankreich verhaftet und saß bis zu seinem gelungenen Ausbruch 1807 auf der Zitadelle von Bitsch in Lothringen ein.
Auf seinen Antrag aus dem Jahr 1807 hin wurde er im Folgejahr ohne förmliche Habilitation 1808 Dozent für Französisch an der Universität Heidelberg. Die hierfür erforderlichen Fähigkeiten waren ihm von Johann Heinrich Voß bestätigt worden. Ebenfalls von Heidelberg aus betrieb er seine Promotion zum Dr. phil. an der Universität Jena bei Heinrich Karl Eichstädt; in Jena verzichtete man auf Antrag Michaelis auf die Einreichung einer Dissertation. In Heidelberg erhielt er, wohl aufgrund seiner guten Beziehungen zu dem württembergischen Staatsminister Ulrich Lebrecht von Mandelsloh, 1810 einen Ruf an die Universität Tübingen für Französisch und französische Literatur, den er annahm. Mit dem Organischen Gesetz des Königreichs Württemberg vom 27. September 1811 wurde an der Universität Tübingen ein erster Lehrstuhl für die Deutsche Sprache geschaffen und Michaelis übertragen. Die Berufung soll wohl auf seinen Förderer, den Kurator der Universität Karl August von Wangenheim, zurückgehen. Michaelis gab seinen Lehrstuhl in Tübingen 1817 auf, dieser blieb sodann 13 Jahre unbesetzt bis Ludwig Uhland zum Nachfolger berufen wurde. Michaelis übernahm von 1817 bis 1824 die Redaktion des Württembergischen Staats- und Regierungsblattes in Stuttgart und zog sich dann aus der Öffentlichkeit zurück. Eine erneute Berufung als Lehrer für Französische Sprache wurde 1820 seitens der württembergischen Regierung unter dem Geheimratspräsidenten Hans Otto von der Lühe bei der Universität ins Gespräch gebracht, aber vom Senat der Universität bewusst außer Acht gelassen.
Der ebenfalls unter seinem Freund und Förderer von Wangenheim mit dessen Protektion als Rechtswissenschaftler auf einen Lehrstuhl der Universität Tübingen berufene Adolph Michaelis (1797–1863) aus Hameln war sein Neffe und verfasste ihm den wohlwollenden Nekrolog. Beide sind, ein jeder auf seine Art, Wegbereiter der jüdischen Assimilation im deutschen Wissenschaftsbetrieb gewesen.

## Schriften
- Geist und Charakter der französischen Sprache und Literatur. Schwan und Goetz, Mannheim 1808.

- Die Regeln über die französischen Participes, nebst einer Phrasen-Sammlung aus den besten französischen Werken gezogen und mit Anmerkungen begleitet: Ein Anhang zu allen bisher erschienenen französischen Sprachlehren, Schwan und Götz, Mannheim und Heidelberg 1809.
- (Übers.): John Vetch / Geschichte der Ophthalmie, welche in England nach der Rückkehr der Brittischen Armee herrschte. Berlin 1817.